# Stereodon aureo-nitidus
Stereodon aureo-nitidus là một loài Rêu trong họ Hypnaceae. Loài này được Dixon mô tả khoa học đầu tiên năm 1917.